# The Sixteen Choir and Orchestra
The Sixteen Choir and Orchestra (communément appelé The Sixteen) est un ensemble britannique vocal et orchestral spécialisé dans le répertoire de la musique de la Renaissance et de la musique baroque, mais également dans la musique chorale et orchestrale des XIXe et XXe siècles.

## Historique
L'ensemble The Sixteen est créé par Harry Christophers en 1979 pour se consacrer à la polyphonie anglaise, à la musique de la Renaissance et au répertoire baroque.
Après des débuts chez Hyperion Records et Chandos Records, The Sixteen passe chez Collins Classics, un label fondé en 1989 qui cessa ses activités en 1998. Harry Christophers et son ensemble The Sixteen fondent alors en 2001 leur propre label de disques CORO, qui a publié  plus de 90 titres à ce jour (dont une partie est constituée de rééditions de leurs enregistrements antérieurs).
À côté de la musique ancienne, l'ensemble se consacre également au répertoire du XIXe siècle (Johannes Brahms) ou du XXe siècle (Benjamin Britten, Igor Stravinsky, Francis Poulenc, Michael Tippett, John Tavener, André Jolivet, Olivier Messiaen, Daniel-Lesur, Frank Martin, Andrzej Panufnik...).

## Discographie
- 1982 - Fayrfax: Missa Albanus & Aeternae laudis lilium. Hyperion Records CDA66073.
- 1984 - Taverner: Missa Gloria tibi Trinitas. Hyperion Records CDH55052.
- 1986 - Monteverdi: Mass In illo tempore / Mass for four voices.Hyperion Records CDH55145
- 1987 - Christmas Music from Medieval and Renaissance Europe. Hyperion Records CDA66263
- 1987 - George Frideric Handel: Messiah. Hyperion Records CDD22019 (2 CD)
- 1988 - John Sheppard: Church Music, vol. 1. Hyperion Records CDA66259.
- 1988 - John Sheppard: Church Music, vol. 2. Hyperion Records CDA66418
- 1988 - John Sheppard: Church Music, vol. 3. Hyperion Records CDA66570
- 1988 - John Sheppard: Church Music, vol. 4. Hyperion Records CDA66603
- 1988 - Taverner: Missa O Michael. Hyperion Records CDH55054.
- 1988 - William Mundy: Cathedral Music. Hyperion Records CDH55086.
- 1988 - Monteverdi: Vespers for the feast of Santa Barbara. Hyperion Records CDD22028 (2 CD)
- 1988 - George Frideric Handel: Chandos Anthems 1-3. Chandos 8600
- 1989 - George Frideric Handel: Chandos Anthems 4-6. Chandos 0504
- 1989 - George Frideric Handel: Chandos Anthems 7-9. Chandos 0505
- 1989 - George Frideric Handel: Chandos Anthems 10-11. Chandos 0509
- 1989 - Taverner: Missa Corona Spinea. Hyperion Records CDH55051
- 1989 - Byrd: Mass for Five Voices. Edición más moderna en CD en la recopilación: Byrd: Masses for 4 & 5 Voices
- 1990 - Byrd: Mass for Four Voices. Edición más moderna en CD en la recopilación: Byrd: Masses for 4 & 5 Voices
- 1990 - Thomas Tallis: Sacred Choral Works. Spem in Alium, Lamentations of Jeremiah, etc. Chandos 0513.
- 1990 - Taverner: Missa Sancti Wilhelmi. Hyperion Records CDH55055.
- 1990 - Johann Sebastian Bach: St. John Passion. Chandos 1507/8 (2 CD)
- 1990 - Poulenc: Figure Humaine. Edición más moderna en CD en la recopilación: Poulenc - Choral Works
- 1990 - Johann Sebastian Bach: The Six Motets. Hyperion Records CDA66369
- 1990 - Allegri: Miserere / Palestrina: Missa Papae Marcelli. Coro COR16014 .
- 1990 - 20th Century Christmas Collection. Reeditado como Hodie - An English Christmas Collection. Obras de Walton, Tavener, Maxwell Davies, Leighton, Fricker, Rubbra, Britten, Howells, Hayward, Warlock, Gardner. Coro COR16004
- 1991 - Handel: Dixit Dominus. Chandos 0517
- 1991 - Victoria: Tenebrae Responsories. Virgin Classics 5612212
- 1991 - Taverner: Mass The Western Wynde. Hyperion Records CDH55056
- 1991 - The Rose & the Ostrich Feather. Music from the Eton Choirbook, Volume I. Coro COR16026.
- 1991 - George Frideric Handel: Alexander's Feast . Coro COR16028 (2 CD)
- 1991 - A Traditional Christmas Carol Collection. Coro COR16043
- 1991 - Purcell: The Fairy Queen. The Sixteen Choir & Orchestra. Coro COR16005 (2 CD)
- 1992 - Barber: Agnus Dei. An American Collection. Obras de Barber, Fine, Copland, Reich, del Tredici, Bernstein. Coro COR16031
- 1992 - Vivaldi: Gloria / Johann Sebastian Bach: Magnificat in D. Coro COR16042. The Sixteen junto con "The Symphony of Harmony and Invention"
- 1992 - Johann Sebastian Bach: Cantatas 34, 50, 147 . Coro COR16039
- 1992 - Benjamin Britten: Choral Works I: Blest Cecilia. Coro COR16006
- 1992 - Lassus: Missa Bell' Ammfitrit' Altera. Collins Classics 13602
- 1992 - Texeira: Te Deum . Coro COR16009
- 1992 - The Crown of Thorns. Music from the Eton Choirbook, Volume II. Coro COR16012.
- 1992 - The Pillars of Eternity. Music from the Eton Choirbook, Volume III. Coro COR16022.
- 1993 - The Flower of All Virginity. Music from the Eton Choirbook, Volume IV. Coro COR16018.
- 1993 - Johann Sebastian Bach: Christmas Oratorio. Coro COR16017 (2 CD)
- 1993 - Poulenc: Mass in G. Edición más moderna en CD en la recopilación: Poulenc - Choral Works
- 1993 - Taverner: Missa Mater Christi sanctissima. Hyperion Records CDH55053
- 1993 - George Frideric Handel: Israel in Egypt. Coro COR16011
- 1993 - Benjamin Britten: Choral Works II: A Ceremony of Carols. Coro COR16034
- 1993 - Benjamin Britten: Choral Works III: Fen and Meadow. Coro COR16038
- 1993 - A Renaissance Anthology. Allegri, Lotto, Palestrina, Lassus, Caldara, Frescobaldi, Gabrieli, Cavalli, Monteverdi. Collins Classics 70212
- 1994 - Johann Sebastian Bach: Mass in B minor . Coro COR16044
- 1994 - Cardoso / Lobo: Renaissance Portugal. Sacred Music of Cardoso and Lobo. Coro COR16032.
- 1994 - John Tavener : Ikon of Light. Coro COR16015
- 1994 - Purcell: Love's Goddess Sure was Blind . Coro COR16024
- 1995 - The Voices of Angels. Music from the Eton Choirbook, Volume V. Coro COR16002.
- 1995 - A la Gloire de Dieu. Stravinsky, Poulenc, Tippett, Ives. Coro COR16013
- 1996 - George Frideric Handel: Esther. Coro COR16019  (2 CD)
- 1996 - Diogo Dias Melgás / João Lourenço Rebelo: Sacred Music from Seventeenth Century Portugal. Reeditado como A Golden Age of Portuguese Music. Coro COR16020.
- 1996 - Frank Martin: Mass for Double Choir. Coro COR16029
- 1996 - Early English Christmas Collection. Reeditado como Christus Natus Est - An Early English Christmas. Obras de Anon, Byrd, Ravenscroft, Pygott, Sheppard. Coro COR16027.
- 1996 - La Jeune France. Jolivet, Messaien, Daniel-Lesur. Coro COR16023
- 1997 - Victoria: Devotion to Our Lady (Volume I). Coro COR16035.
- 1997 - George Frideric Handel: Samson. Coro COR16008 (3 CD)
- 1997 - Carver: Mass Dum sacrum mysterium / Magnificat / O bone Jesu. Coro COR16051
- 1997 - Domenico Scarlatti: Iste Confessor. Stabat Mater, Iste Confessor, Missa Breve "La Stella". Coro COR16003
- 1998 - George Frideric Handel: Delirio Amoroso. Italian Secular Cantatas. Coro COR16030
- 1998 - Victoria: The Mystery of the Cross (Volume II). Coro COR16021
- 1998 - Victoria: The Call of the Beloved (Volume III). Coro COR16007 .
- 1998 - Philip & Mary. A Marriage of England & Spain. Coro COR16037.
- 1998 - Heinrich Schütz : Musikalische Exequien / Magnificat. Coro COR16036
- 2000 - A Choral Pilgrimage. The Glories of Tudor Church Music. Byrd, Sheppard, Taverner, Mundy, Tallis, Browne. Linn CKD118
- 2000 - Bach, Schutz: In Honore J S Bach . Linn CKD148
- 2001 - Buxtehude: Membra Jesu Nostri . Linn CKD141
- 2001 - The Flowering of Genius. Guerrero, Tallis, Byrd, Victoria. Coro COR16001
- 2003 - Thomas Tallis: Spem in alium. Music for Monarchs and Magnates. Coro CORSACD16016
- 2003 - An Eternal Harmony. Obras de Robert Carver, James MacMillan, Robert Ramsey y William Cornysh. Coro COR16010
- 2004 - George Frideric Handel: Heroes and Heroines. "The Symphony of Harmony and Invention". Coro COR16025
- 2005 - Victoria: Requiem. Coro CORSACD16033
- 2005 - Renaissance. Music For Inner Peace. Decca UCJ9870128
- 2006 - Ikon. Music For The Spirit & Soul. Decca
- 2006 - George Frideric Handel: Fedel e Costante. Handel Italian Cantatas. Elin Manahan Thomas junto con miembros de "The Symphony of Harmony and Invention". Coro COR16045
- 2006 - Venetian Treasures. Obras de Gabrieli, Caldara, Monteverdi, Cavalli. Coro COR16053
- 2006 - The King's Musick. Music from the Chapel Royal. Obras de Cooke, Humfrey, Blow. Coro COR16041
- 2007 - Juan Gutiérrez de Padilla: Streams of Tears. Coro COR16059
- 2007 - Music from the Sistine Chapel. Allegri, Anerio, Palestrina, Marenzio. Coro COR16047
- 2007 - Johannes Brahms: Ein Deutsches Requiem. Coro COR16050
- 2007 - Fauré: Requiem. The Sixteen junto con la Academy of St. Martin in the Fields. Coro COR16057
- 2007 - Treasures of Tudor England. Obras de Parsons, White, Tye. Coro COR16056
- 2007 - Into the Light. Featuring Kaori Muraji. Decca DCCMGB3D0
- 2008 - George Frideric Handel: Messiah. Coro COR16062 (3 CD)
- 2008 - A mother's love. Music for Mary. Decca UCJ 476 6295

## Source
- (es) Cet article est partiellement ou en totalité issu de l’article de Wikipédia en espagnol intitulé « The Sixteen » (voir la liste des auteurs).